# Vladimir Čagin
Vladimir Gennad'evič Čagin (in russo Владимир Геннадьевич Чагин?; traslitterazione anglosassone Vladimir Gennadiyevich Chagin; Perm', 5 gennaio 1970) è un pilota di rally russo, specializzato nei rally raid, vincitore di sette Rally Dakar, categoria camion.

## Biografia
,Pilota ufficiale del team russo Kamaz, con sette vittorie al Rally Dakar è il pilota con il maggior numero di successi in una stessa categoria, e, preceduto dal solo Stéphane Peterhansel che con 13 successi (sei con le moto e sette con le auto), è il primatista assoluto di vittorie.
Nel marzo 2011, dopo la sua settima vittoria alla Dakar, ha annunciato a sorpresa il suo ritiro dalle corse.

## Palmarès

### Rally Dakar
| Anno | Categoria | Mezzo              | Pos. |
| ---- | --------- | ------------------ | ---- |
| 2000 | Camion    | KamAZ 49252        | 1º   |
| 2001 | Camion    | KamAZ 49252        | Rit. |
| 2002 | Camion    | KamAZ 49256        | 1º   |
| 2003 | Camion    | KamAZ 4911 Extreme | 1º   |
| 2004 | Camion    | KamAZ 4911 Extreme | 1º   |
| 2005 | Camion    | KamAZ 4911 Extreme | 18º  |
| 2006 | Camion    | KamAZ 4911 Extreme | 1º   |
| 2007 | Camion    | KamAZ 4911 Extreme | Rit. |
| 2009 | Camion    | KamAZ 4326 VK      | 2º   |
| 2010 | Camion    | KamAZ 4326 VK      | 1º   |
| 2011 | Camion    | KamAZ 4326 VK      | 1º   |